# 黄陵庙
黄陵庙，原名黄牛祠、黄牛庙，位于中华人民共和国湖北省宜昌市夷陵区三斗坪镇三峡大坝下游长江南岸，2006年被列为第六批全国重点文物保护单位。
黄陵庙坐南朝北，依山而建，占地面积2万多平方米，建筑面积4860平方米，有山门、戏楼、禹王殿、祖师殿、武侯祠、白骨塔、放生池等建筑。主体建筑禹王殿为明万历四十六年（1618年）重建，面阔五间（18.45米），进深五间（16.2米），重檐歇山顶，殿内木雕及天花彩绘极为精美，殿内楠木柱上还能看到清代两次（1860年和1870年）长江洪峰淹没的痕迹。

## 文物保护情况
1956年11月15日，以“黄牛庙”的名义被湖北省人民委员会列为第一批湖北省文物保护单位；2006年5月25日，以“黄陵庙”的名义被中华人民共和国国务院列为第六批全国重点文物保护单位。
其作为文物的保护范围为：黄陵庙及周围一定范围。四至：东至现东侧院墙，西至现西侧院墙，南以黄陵庙禹王殿中心为坐标点，向南平行延伸至海拔90米高的等高线山坳处为界（包括百骨塔、黄牛泉井和放生池），北至现有山门外台阶边缘。
其作为文物的建设控制地带为：以保护范围四至为界向外延伸。东至沿江道路与山体次干道交汇处，西至黄陵庙西侧商业步行街西侧墙，南延105米等高线向东至140米等高线处的山峰，再向东平行延伸124米至黄陵庙东侧第二条水道，并沿100米等高线向东延伸与黄陵庙山体次干道交汇，北至江边码头北侧边缘。